# 丁建均
丁建均（1973年3月28日—），現任國立台灣大學電機工程學系教授。

## 生平
丁建均1991年畢業於臺北市立建國高級中學日間部普通科，1995年及1997年在國立台灣大學取得電機工程學士及碩士學位，2001年取得國立台灣大學電信工程學研究所博士學位。
博士班畢業後，丁建均留在國立台灣大學擔任博士後研究員，之後於2006年獲聘為國立台灣大學電機工程學系助理教授，2012年升任為副教授，2017年升任為教授。

## 外部連結
- 國立台灣大學電機工程學系 （页面存档备份，存于）
- 丁建均的個人網頁（页面存档备份，存于）